# Savallà del Comtat
Savallà del Comtat (a vegades citat com a Savellà) és un municipi de la comarca de la Conca de Barberà. Està ubicat a la part septentrional de la comarca, en un terreny molt accidentat, a la zona de contacte amb els altiplans segarrencs. És principalment una vila d'estiueig i de segona residència.
Les obagues del riu Corb és un paratge d'especial bellesa que travessa el terme.

## Etimologia
Segons Antoni Maria Alcover i Francesc de Borja Moll, el nom de Savallà és, probablement, una grafia aglutinada de s'avellà, que, tot i que podria provenir del cognom Avellà, sembla més probable un antic substantiu (*avellà) que significaria avellaner. És per això que empren la grafia Savellà.

## Geografia
- Llista de topònims de Savallà del Comtat (Orografia: muntanyes, serres, collades, indrets..; hidrografia: rius, fonts...; edificis: cases, masies, esglésies, etc).

| Entitat de població | Habitants (2024) |
| Savallà del Comtat  | 28               |
| Segura              | 20               |
| Font: Idescat       |                  |

## Història
Savallà del Comtat és una vila sorgida en començar el mil·lenni, situat en un enclavament estratègic, als vessant d'un tossal coronat pel castell dels comtes de Savallà, avui força deteriorat. L'edifici fou bastit a la fi del segle xv i durant el segle xvi, tal com ho palesen els seus finestrals de gòtic florit i renaixentistes. Era la residència habitual dels Boixadors, comtes de Savallà, fins al segle xvii. De la nissaga Boixadors cal destacar la figura de Joan Antoni de Boixadors i de Pinós.
L'església és d'estil barroc i dedicada a Sant Pere. Està ubicada damunt d'una de romànica.

## Demografia
| 1497 f | 1515 f | 1553 f | 1717 | 1787 | 1857 | 1877 | 1887 | 1900 | 1910 |
| ------ | ------ | ------ | ---- | ---- | ---- | ---- | ---- | ---- | ---- |
| 29     | 34     | 39     | 152  | 146  | 465  | 344  | 370  | 366  | 318  |

| 1920 | 1930 | 1940 | 1950 | 1960 | 1970 | 1981 | 1990 | 1992 | 1994 |
| ---- | ---- | ---- | ---- | ---- | ---- | ---- | ---- | ---- | ---- |
| 370  | 319  | 266  | 219  | 144  | 102  | 58   | 59   | 55   | 55   |

| 1996 | 1998 | 2000 | 2002 | 2004 | 2006 | 2008 | 2010 | 2012 | 2014 |
| ---- | ---- | ---- | ---- | ---- | ---- | ---- | ---- | ---- | ---- |
| 74   | 73   | 75   | 67   | 72   | 72   | 72   | 71   | 68   | 65   |

| 2016 | 2018 | 2020 | 2022 | 2024 | 2026 | 2028 | 2030 | 2032 | 2034 |
| ---- | ---- | ---- | ---- | ---- | ---- | ---- | ---- | ---- | ---- |
| 59   | 60   | 53   | 52   | 50   | -    | -    | -    | -    | -    |

## Economia
Principalment agrícola i ramadera.
Segons les dades de l'últim trimestre de 2019 de l'Observatori del Treball de la Generalitat, Savallà del Comtat era el quart municipi amb la taxa més alta de desocupats de Catalunya, un 26,67%. En el rànquing dels deu municipis catalans amb més atur, encapçalat per La Vajol (Alt Empordà), amb un 34,15%, els deu primers tenien menys de 600 habitants, a excepció del Montmell (Baix Penedès), en tercer lloc (amb 1.512 empadronats i un 29,58% d'atur) i Santa Oliva (Baix Penedès), en desè (amb 3.320 veïns i un 20,55% de desocupats).